# Jukove, Berezivka
Jukove (în ucraineană Жукове) este un sat în comunei Striukove din raionul Berezivka, regiunea Odesa, Ucraina.

## Demografie
Componența lingvistică a localității Jukove
     Ucraineană (84,38%)
     Română (13,84%)
     Rusă (1,34%)
     Alte limbi (0,45%)
Conform recensământului din 2001, majoritatea populației localității Jukove era vorbitoare de ucraineană (84,38%), existând în minoritate și vorbitori de română (13,84%) și rusă (1,34%).